# عزلة نعمان (ذمار)

تعديل مصدري - تعديل

عزلة نعمان هي إحدى عزل مديرية وصاب العالي في محافظة ذمار اليمنية ويبلغ تعداد سكانها 1808 نسمة حسب التعداد السكاني في اليمن لعام 2004.